# Prasad

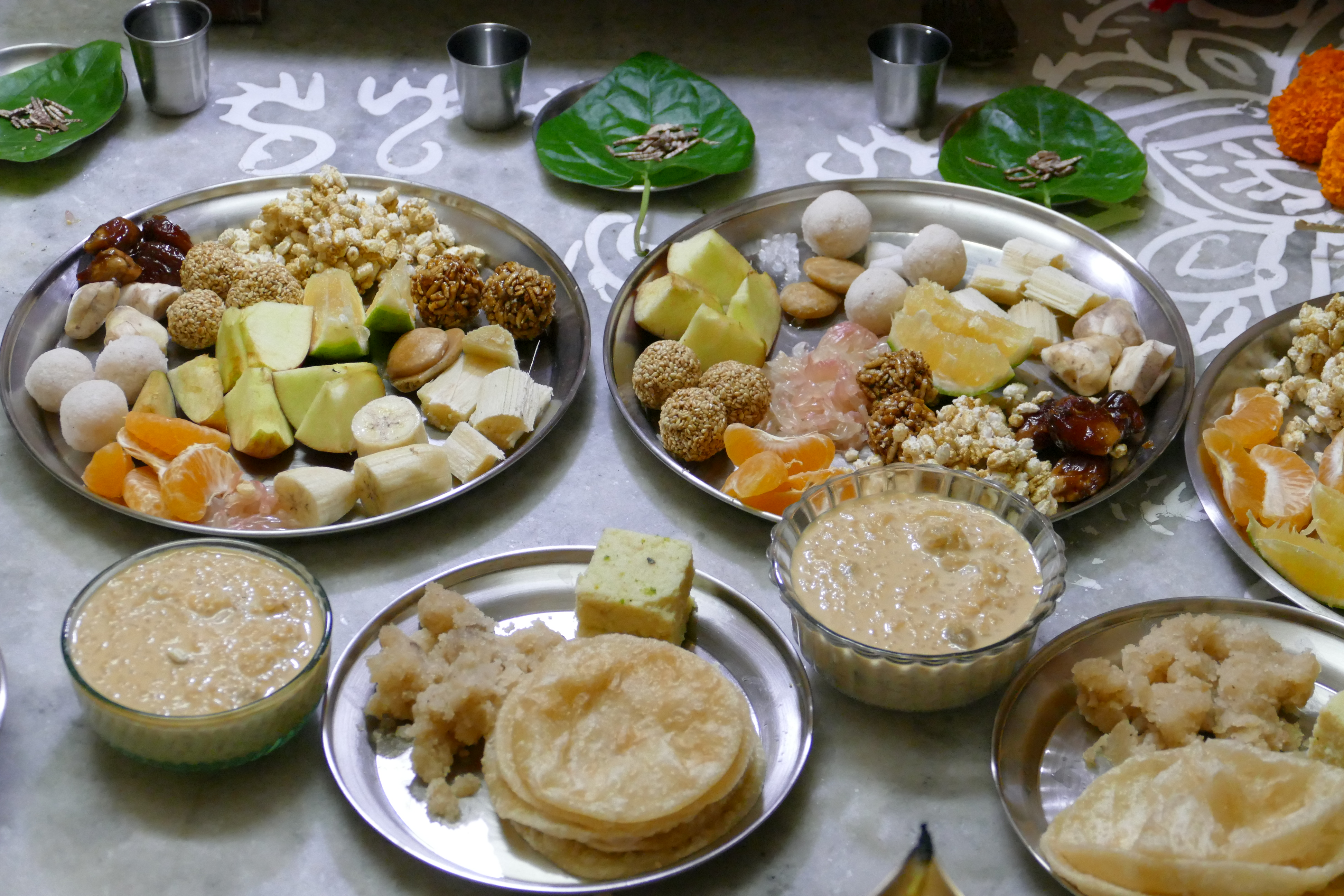
Prasad

Prasād (în sanskrită प्रसाद, prasada, literal „har”) este o mâncare oferită unei zeități în hinduism, care mai apoi este consumată.

## Sens extins
Orice poate fi adus ca ofrandă, de obicei hrana ce se poate consuma, care întâi este oferită unei divinități, unui sfânt, unui maestru spiritual, sau unui avatar, care  apoi este distribuită în numele respectivei mărimi credincioșilor sau celorlalți oameni, ca o binecuvântare. Prasad este considerată astfel ca având binecuvantarea divinității căreia a fost oferită. In practica religioasă hindusă contemporană din India, dorința de a dobândi prasada si de a obtine darshan sunt două din motivațiile majore ale pelerinajelor și vizitelor templelor.
Ideea de prasada are o lungă istorie a semnificațiilor in tradiția sanskrită începând încă din perioada literaturii vedice. În contextul tradiției , prasada este considerată o stare mentală experimentată de zei, sfinți și alte ființe superioare care este exprimată prin generozitate spontană și cele mai înalte dorințe de bine pentru ceilalți. Această înțelegere a prasada ca fiind o stare mentală spirituală apare încă din cele mai vechi texte (Rig Veda) – nu neapărat ca un aspect al practicii rituale. În textele ulterioare cum ar fi Shiva Purana, referirile la prasada ca o componentă materială concretă apar alături de semnificația anterioară.
Sub aspectul ei concret, prasada este concepută ca un proces de comuniune între om și divinitate ce se realizează prin acest act de a aduce ofrandă și a primi in schimb binecuvântare. Spre exemplu, credinciosul face o ofrandă a unor componente materiale cum ar fi  flori, fructe, sau dulciuri – proces care se cheamă si naivedya. Zeitatea apoi consumă sau gustă din ofrandă, fenomen ce este cunoscut sub numele de bhogya. Astfel noua substanță binecuvântată de zeitate este numită prasada și este primită de către credincioși pentru a fi consumată, purtată, etc. Poate fi aceeași substanță care a fost adusă la templu pentru a fi oferită sau alte materiale  oferite de alții și apoi împărțite tuturor credinicioșilor. În multe temple diferite feluri de prasada(alune, dulciuri) sunt oferite credincioșilor.
Anumiți credincioși pot să prefere să se hrănească  exclusiv cu prasada, spre exemplu credincioșii vaishnava pot sa ofere tot ceea ce mănâncă lui Krishna, nu numai doar câteva componente așa cum fac cei mulți dintre hinduși. În plus se obișnuiește ca această hrană să fie gătită fără gust, deoarece nu este destinată consumului individual ci este oferită lui Krishna, iar cei care aduc ofranda vor primi din resturile sau frimiturile ce ramân de la ofranda adusă(pe care ei le consideră ca nefiind diferite de Krishna). Templele ISKON sunt cunoscute ca oferind mese gratuite prasada pentru toți cei care le vizitează, deoarece cred că astfel nu numai că îi hrănesc pe cei sărmani dar le și dăruiesc binecuvântarea lui Krishna.
O modalitate în care Prasad este deobicei realizată este să se plaseze hrana oferită înaintea imaginii sau statuii care se dorește a fi onorată, uneori în platouri sau veselă ce este destinată special acestei acțiuni spirituale, și abia apoi, după ceva timp, este îngăduită distribuirea, când hrana devine sfințită și este pregatită pentru a fi daruită.
In Romania, practicantii de yoga, inainte de masă obișnuiesc a spune o rugăciune, Prasada (in alte descrieri Prosada), pentru a sublinia actul de ofranda adus Tatălui Ceresc:
Tată Ceresc și Divin,
Primește această hrană și sfințește-o
Și nu lăsa nicio impuritate a lăcomiei să o păteze.
Noi o folosim pentru păstrarea templului Tău sfânt. Spiritualizeaz-o!
Spiritul meu se adresează spiritului universal, care ești Tu.
Cu toții suntem petale ale manifestării tale.
Tu singur esti intreaga floare, intreaga viata, intreaga iubire.
Impregnează-ne spiritul cu prezența ta Divină.
 Amin.